# 불야성 (드라마)
《불야성》은 2016년 11월 21일부터 2017년 1월 24일까지 방송된 MBC의 월화드라마이다.

## 등장 인물

### 주요 인물
- 이요원 : 서이경 역 (아역 : 함나영)
- 진구 : 박건우 역
- 유이 : 이세진 역

### S파이낸스
- 최일화 : 서봉수 역
- 최민 : 조성묵 역
- 심이영 : 김작가 역
- 정해인 : 탁 역

### 세진의 가족
- 윤복인 : 김화숙 역
- 김고은 : 신송미 역

### 무진그룹
- 정한용 : 박무일 역
- 이재용 : 박무삼 역
- 남기애 : 문희정 역

### 천하금융
- 전국환 : 손의성 역
- 박선우 : 손기태 역
- 이호정 : 손마리 역

### 백송재단
- 정동환 : 장태준 역
- 송영규 : 남종규 역

### 그 외 인물들
- 정한헌
- 남현주
- 이윤상
- 차순형
- 왕시명 : 킬러 역
- 김사훈 : 펑 브라더스 동생 역
- 성낙경
- 민준현
- 서윤석
- 김현
- 나종수
- 권혁수
- 전진기
- 손선근
- 김용완
- 배기범
- 임재필
- 김승주
- 이철희
- 김도형
- 이태검
- 황주호
- 유풀잎
- 서정하
- 강정구
- 정은서
- 김미혜
- 김준상
- 정슬기
- 고원석
- 구용현
- 구본석
- 김경화
- 최인숙
- 박미숙
- 임호 : 강재현 역
- 하경민
- 김미영
- 장우현
- 민상우
- 김일현
- 이견우
- 민경수
- 정명춘
- 마민희
- 권혁성
- 홍순일
- 정명준
- 성홍일
- 오현승
- 이재현
- 정수현

### 특별 출연
- 김강현 : 손마리의 전 남자친구 역
- 정승길
- 오정세 : 상철 역

## 시청률
최저 시청률과 최고 시청률은 시청률 조사회사와 지역별로 시청률에 차이가 있을 수 있습니다.
| 2016년 | 2016년    | 2016년         | 2016년       | 2016년         | 2016년       |
| 회차   | 방송일    | TNmS 시청률    | TNmS 시청률  | AGB 시청률     | AGB 시청률   |
| 회차   | 방송일    | 대한민국(전국) | 서울(수도권) | 대한민국(전국) | 서울(수도권) |
| ------ | --------- | -------------- | ------------ | -------------- | ------------ |
| 제1회  | 11월 21일 | 5.7%           | 5.9%         | 6.6%           | 6.8%         |
| 제2회  | 11월 22일 | 7.2%           | 8.1%         | 6.3%           | 7.2%         |
| 제3회  | 11월 28일 | 6.1%           | 6.3%         | 5.5%           | 5.7%         |
| 제4회  | 11월 29일 | 6.1%           | 6.5%         | 6.2%           | 6.6%         |
| 제5회  | 12월 5일  | 5.3%           | 5.9%         | 4.7%           | 5.3%         |
| 제6회  | 12월 6일  | 6.4%           | 7.2%         | 5.4%           | 6.3%         |
| 제7회  | 12월 12일 | 4.2%           | 5.0%         | 4.7%           | 5.5%         |
| 제8회  | 12월 13일 | 4.6%           | 5.2%         | 5.2%           | 5.8%         |
| 제9회  | 12월 19일 | 4.1%           | 4.9%         | 3.8%           | 4.7%         |
| 제10회 | 12월 20일 | 4.1%           | 5.0%         | 4.5%           | 5.4%         |
| 제11회 | 12월 26일 | 4.5%           | 5.5%         | 4.4%           | 5.4%         |
| 제12회 | 12월 27일 | 4.1%           | 4.9%         | 3.8%           | 4.7%         |
| 2017년 |           |                |              |                |              |
| 제13회 | 1월 2일   | 3.7%           | 3.9%         | 4.1%           | 4.3%         |
| 제14회 | 1월 3일   | 4.3%           | 4.4%         | 4.7%           | 4.8%         |
| 제15회 | 1월 9일   | 3.5%           | 3.8%         | 3.4%           | 3.9%         |
| 제16회 | 1월 10일  | 3.5%           | 3.9%         | 4.0%           | 4.5%         |
| 제17회 | 1월 16일  | 3.2%           | 3.3%         | 3.1%           | 3.2%         |
| 제18회 | 1월 17일  | 3.7%           | 4.6%         | 3.5%           | 4.4%         |
| 제19회 | 1월 23일  | 4.1%           | 5.0%         | 4.1%           | 5.1%         |
| 제20회 | 1월 24일  | 4.4%           | 4.8%         | 4.3%           | 4.7%         |

## 동시간대 타방송 드라마
SBS 월화드라마
- 낭만닥터 김사부 (2016년 11월 7일 ~ 2017년 1월 16일)

KBS 월화드라마
- 우리집에 사는 남자 (2016년 10월 24일 ~ 2016년 12월 13일)
- 화랑 (2016년 12월 19일 ~ 2017년 2월 21일)